# Credencialisme
El credencialisme, inflació educativa o, col·loquialment, titolitis, és una teoria desenvolupada pel sociòleg estatunidenc Randall Collins que sosté que els graus acadèmics es converteixen en un factor decisiu per a justificar l'accés a les posicions socials privilegiades. Considera que juntament amb el treball productiu hi ha el treball polític, que consisteix en la formació d'aliances socials per a influir en la percepció de determinats llocs de treball. El sistema educatiu com a institució atorga certificats per accedir als llocs de treball més ben valorats i més ben pagats independentment del coneixement adquirit.

## Descripció

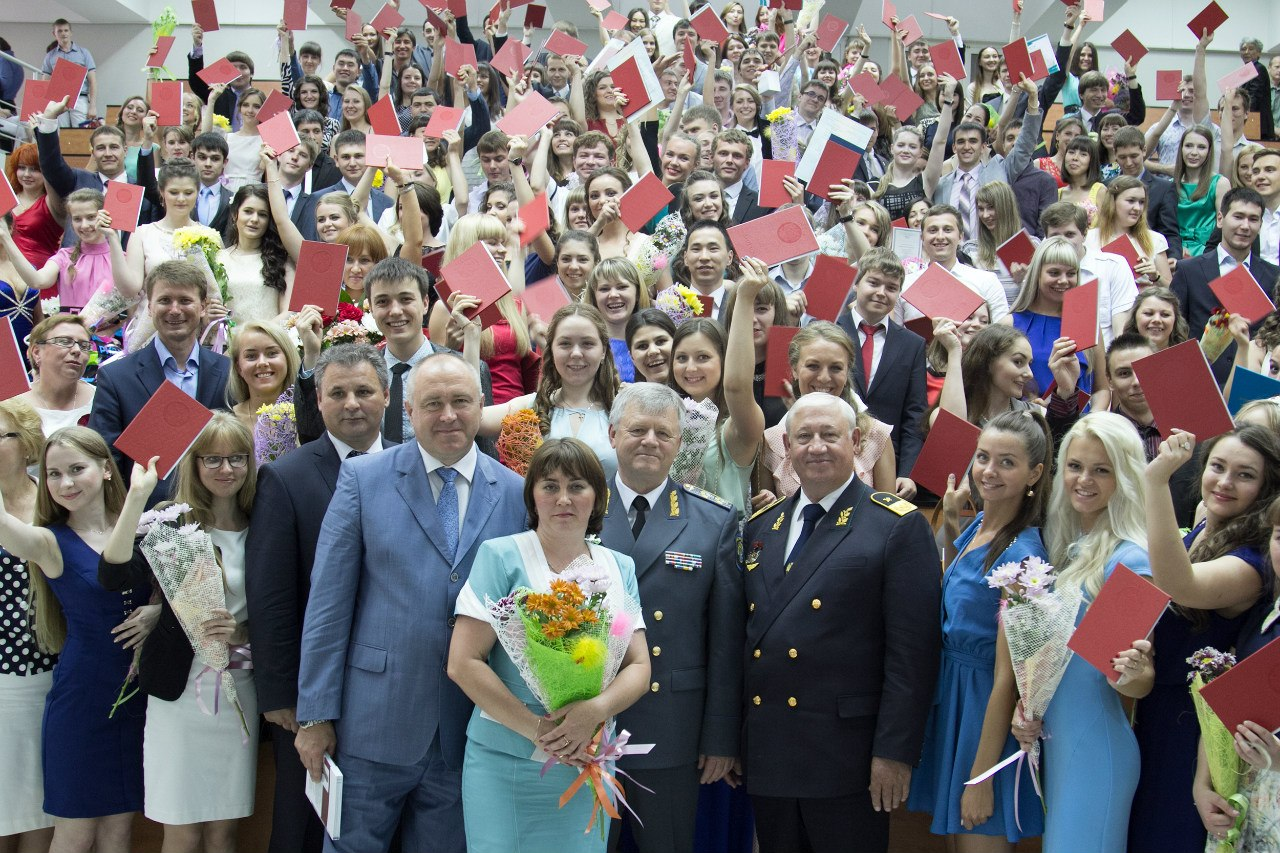
Graduats universitaris a Irkutsk

Els teòrics credencialistes assenyalen que les feines més cotitzades es troben dins del grup dels graduats o professionals especialitzats, acreditats amb un determinat nivell d'estudis. Al costat dels estudis sobre el capital humà caldria abordar el capital social, concepte desenvolupat per Pierre Bourdieu, segons el qual el conjunt de xarxes socials són fonamentals per accedir als millors llocs del mercat de treball. La funció productiva de l'educació formal es pot sintetitzar en les propostes següents:
- Els requisits escolars del treball a la societat industrial s'incrementen constantment a causa dels canvis tecnològics. Dins d'ella podem identificar dos processos:

1. El percentatge de treballs que requereixen destreses escasses disminueix.
2. Els mateixos treballs requereixen actualment més destreses.

- L'educació formal proporciona la formació necessària tant en destreses específiques com en les capacitats generals per als treballs més qualificats.

- Els requisits educatius de les feines constantment s'incrementen i una proporció cada vegada més gran de persones han de passar més temps de formació.[3]

## Tipologia
Es poden identificar dos tipus de credencialisme, el credencialisme fort, vinculat a Collins i el credencialisme feble, vinculat a Lester Thurow:
1. El credencialisme fort afirma que l'augment de la societat titulada evitarà que la formació acadèmica afecti en positiu els salaris veient-se la relació entre guanys i titulacions afectada per l'oferta excessiva.
2. El credencialisme feble, per la seva banda, sosté que les qualificacions educatives s'utilitzen com a mètode de selecció en els àmbits laborals, fet que implica que els empleats siguin seleccionats basant-se en aspectes cognitius relacionats amb la personalitat en lloc factors tals com els orígens familiars o el memorisme. Per tant, Thurow estableix una crítica a l'educació com a instrument per disminuir les desigualtats econòmiques.

Actualment, el període d'escolarització és més llarg ja que la formació inicial s'interpreta com una base per a les capacitats d'autoconstrucció personal. A més, l'educació al llarg de la vida ha passat a ser, per a un gruix important de llocs de treball, una necessitat de primer ordre en què els empleats tenen l'obligació de reciclar-se constantment ja que, a més, és probable que canviïn de feina diverses vegades al llarg de la seva vida.
Això no obstant, aquesta situació provoca una sobreoferta de titulats, desencadenant-se una inflació educativa que devalua els diplomes i augmenta la competència pels llocs de treball, restant llavors les empreses en una posició avantatjosa per a fer una selecció més estricta, ja que si bé els títols són un requisit general i necessari, continuen essent insuficients per accedir a llocs de treball qualificats. Aquestes tendències del mercat crea noves formes d'exclusió social sobre les classes mitjanes.